# Maniola huenei
Maniola huenei är en fjärilsart som beskrevs av Krulikovski 1908. Maniola huenei ingår i släktet Maniola och familjen praktfjärilar. Inga underarter finns listade i Catalogue of Life.